# 3507 Vilas
3507 Vilas este un asteroid din centura principală, descoperit pe 21 octombrie 1982 de Edward Bowell.